# Dieter Wall
Dieter Wall (* 1932 in Stolp; † 12. März 2010) war Honorarprofessor der Wirtschaftswissenschaften und maßgeblich an der Entwicklung der wissenschaftlichen Datenverarbeitung in Deutschland beteiligt.

## Leben
Zwischen 1952 und 1964 studierte er zunächst Mathematik und Physik für das Lehramt an der RWTH Aachen und an den Universitäten München und Hamburg. 1968 promovierte er an der Max-Planck-Gesellschaft zum Doktor der Landwirtschaft. Nach Gründung des Gesellschaft für wissenschaftliche Datenverarbeitung mbH Göttingen wurde er Leiter des Rechenzentrums und dann Prokurist und dann Geschäftsführer. Zudem war er im Fachbereich Wirtschaftswissenschaften an der Universität Göttingen von 1982 bis 1985 Lehrbeauftragter für Organisation und Nutzung von Rechenzentren und ab 1985 Honorarprofessor. 1997 ging er in den Ruhestand. 1998 wurde ihm von Thomas Oppermann das Bundesverdienstkreuz 1. Klasse überreicht.

## Quelle
- idw-Pressemitteilung: Verdienstorden der Bundesrepublik Deutschland an Professor Wall

| Personendaten    | Personendaten          |
| ---------------- | ---------------------- |
| NAME             | Wall, Dieter           |
| KURZBESCHREIBUNG | deutscher Informatiker |
| GEBURTSDATUM     | 1932                   |
| GEBURTSORT       | Stolp                  |
| STERBEDATUM      | 12. März 2010          |